# (48681) Zeilinger
(48681) Zeilinger ist ein im Hauptgürtel gelegener Asteroid, der am 21. Januar 1996 von den österreichischen Amateurastronomen E. Meyer und E. Obermair an der Sternwarte Davidschlag (IAU-Code 540, in der Nähe von Linz) entdeckt wurde.
Es wird das Objekt der Spektral-Klasse S zugeordnet und besitzt eine Absolute Helligkeit von 14,8 mag.
Der geschätzte Durchmesser ist ungefähr 3.03 KM, was sich aus einer Lichtkurvenmessung ergeben hat.
Der Asteroid wurde am 7. April 2005 nach dem Quantenphysiker und Hochschullehrer an der Universität Wien Anton Zeilinger (* 1945) benannt, der seit 1999 Universitätsprofessor an der Universität Wien und Vorstand des Instituts für Experimentalphysik ist.